# Dagmar Schmidt (Künstlerin)

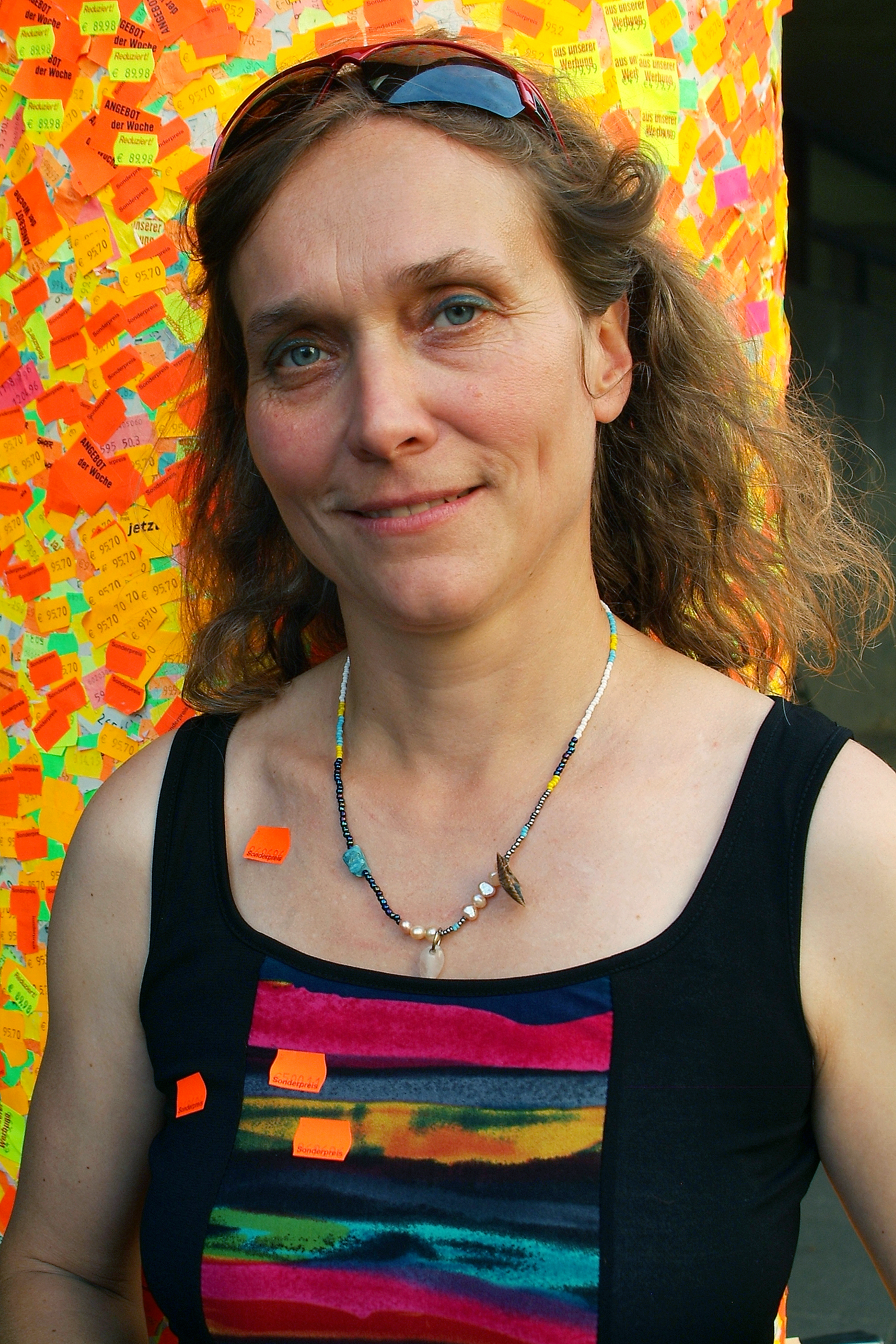
Dagmar Schmidt vor dem Historischen Museum Hannover am Tag der Eröffnung der Ausstellung Strich-Code (Foto: 2012)

Dagmar Schmidt (* 9. Mai 1963 in Lommatzsch, Sachsen) ist eine deutsche Künstlerin.

## Leben
Nach dem Abitur in Meißen arbeitete Dagmar Schmidt im Betonwerk in Coswig/Sachsen als Praktikum für das folgende Architekturstudium. Danach studierte sie von 1983 bis 1985 Architektur an der Hochschule für Architektur und Bauwesen Weimar und von 1985 bis 1992 Kunst an der Burg Giebichenstein Kunsthochschule Halle bei Inge Götze im Bereich Textil. Nach dem Abschluss als Diplom-Künstlerin folgte ein zweijähriges Graduiertenstipendium des Landes Sachsen-Anhalt bei Irmtraud Ohme im Bereich Metall. Dagmar Schmidt lebt und arbeitet als freischaffende Künstlerin und Kuratorin in Langenhagen (Region Hannover).

## Werk

### Grabungsstaedte in Halle-Silberhöhe

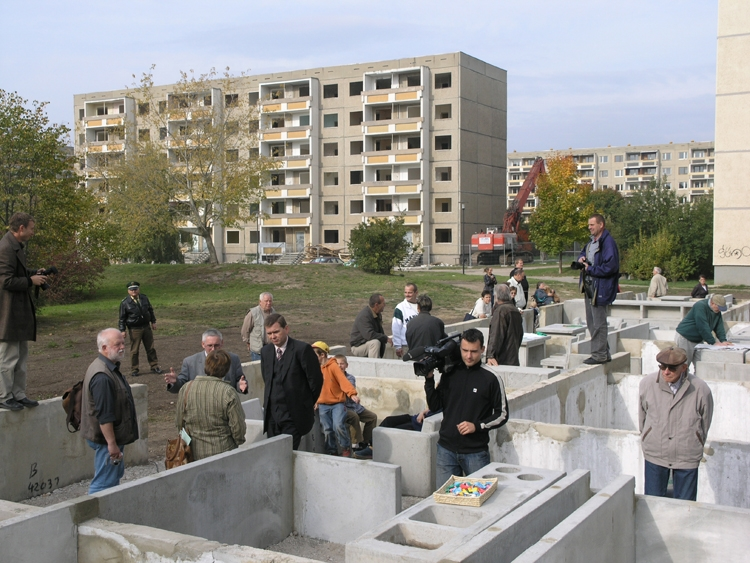
Dagmar Schmidt, GRABUNGSSTAEDTE, Halle-Silberhöhe (Foto: 2005)

Bodeninstallation, 36 × 12 × 1 m, Beton: Guss und Recycling, Erich-Kästner-Straße in Halle (Saale) - Silberhöhe.
Nach dem Abtragen der fünf Wohngeschosse bleiben die Wände des Kellergeschosses nach oben offen stehen. Der Kellerraum ist auf eine Höhe von ca. 80 cm unter Oberkante der oberen Plattenkante verfüllt und kann dadurch ebenerdig betreten werden. Einzelne Zwischenwände wurden herausgenommen, andere mussten durch extra hierfür gegossene, bewehrte Betonplatten ergänzt werden; einige Türöffnungen wurden verschlossen und an anderer Stelle neue Öffnungen in den Beton eingeschnitten. Die Kellerfenster wurden mit Betonsteinen verschlossen, so dass insgesamt der Anschein von sechs normalen Dreiraumwohnungen entstanden ist. Die obere Plattenkante ist nach dem Abriss nur partiell geglättet. Es bleibt der Charakter eines Wohnhauses mit Gebrauchsspuren erhalten.
Nach der baulichen Umwandlung wurde die leere, nach oben offene Wohnhülle mit den zeittypischen Möbeln aus Beton ausgestattet. Einige Ensembles wie der Esstisch mit vier Stühlen oder zwei Sessel mit Couchtisch sind auf je einem „Teppich“ aus Beton – ein 20 cm hohes Fundament – verankert. Im Zentrum der Silberhöhe und anderswo befinden sich weitere Einzelstücke der in wiederverwendbaren Stahlformen gegossenen Betonobjekte.
Für die Bodenskulptur Grabungsstaedte hat Dagmar Schmidt im Jahr 2006 den renommierten mfi-Preis für Kunst am Bau erhalten. Diese Preisverleihung führte zu einer breiten nationalen und internationalen Rezeption des Kunstwerks und der dahinter stehenden sozialgeschichtlichen Thematik. Damit wurde die Grabungsstätte zu einem Bild für den Stadtumbau-Ost (Rückbau, shrinking cities).
Dagmar Schmidt wurde mit ihrem Werk in die "Künstlerdatenbank und Nachlassarchiv Niedersachsen" aufgenommen. 

## Kunstvermittlung

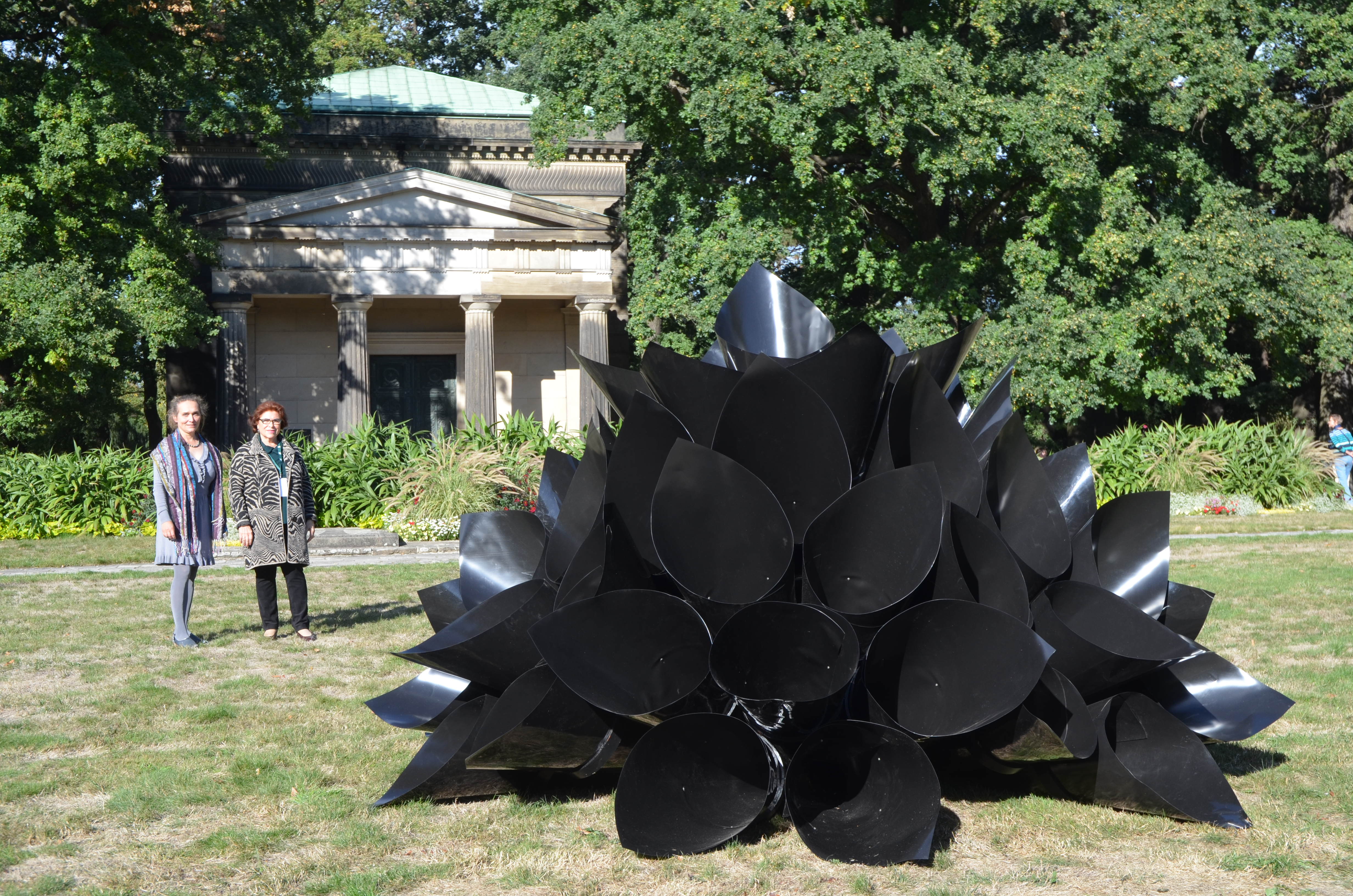
Skulptur „Farnblüte“ im Berggarten;
Dagmar Schmidt mit Elena Glazunova 2018 vor dem Welfenmausoleum

Neben künstlerischen Arbeiten arbeitet Dagmar Schmidt zugleich auch als Kuratorin und Kunstvermittlerin sowie als Gestalterin zahlreicher Broschüren und Kataloge. Beispielsweise war sie 1996 für das Konzept Kunst im öffentlichen Raum für die Stadt Halle verantwortlich. Sie war von 2000 bis 2012 Vorsitzende des künstlerischen Beirates in der Kunsthalle Villa Kobe in Halle (Saale) und Kuratorin der jährlich durchgeführten Großen Kunstausstellung (2002–2011). Von 2002 bis 2005 war sie mit dem Forschungsprojekt Kunst am Bau bei Bundesbauten im Auftrag des Bundesministeriums für Verkehr, Bau- und Wohnungswesen befasst. Dagmar Schmidt organisiert und moderiert Wettbewerbe zur Kunst am Bau und ist Mitglied zahlreicher Preisgerichte.
Dagmar Schmidt wurde am 23. März 2022
vom Sprecherrat des Deutschen Kulturrates zur neuen Vizepräsidentin gewählt. Ihre Amtszeit umfasst die Jahre 2022 bis 2025.

## Verbandsfunktionen im BBK und Deutschen Kulturrat
Seit November 2014 ist sie Vorsitzende des Bund bildender Künstlerinnen und Künstler für Niedersachsen (BBK Niedersachsen), seit Oktober 2017 Bundesvorsitzende und Sprecherin des Bundesverbands bildender Künstlerinnen und Künstler (BBK). Zugleich ist die Chefredakteurin der Kulturpolitik als der Verbandszeitschrift des Bundesverbands Bildender Künstler und Künstlerinnen.
Dagmar Schmidt wurde am 23. März 2022
vom Sprecherrat des Deutschen Kulturrates zur neuen Vizepräsidentin gewählt. Ihre Amtszeit umfasst die Jahre 2022 bis 2025.

## Ausstellungen (Auswahl)
Einzelausstellungen

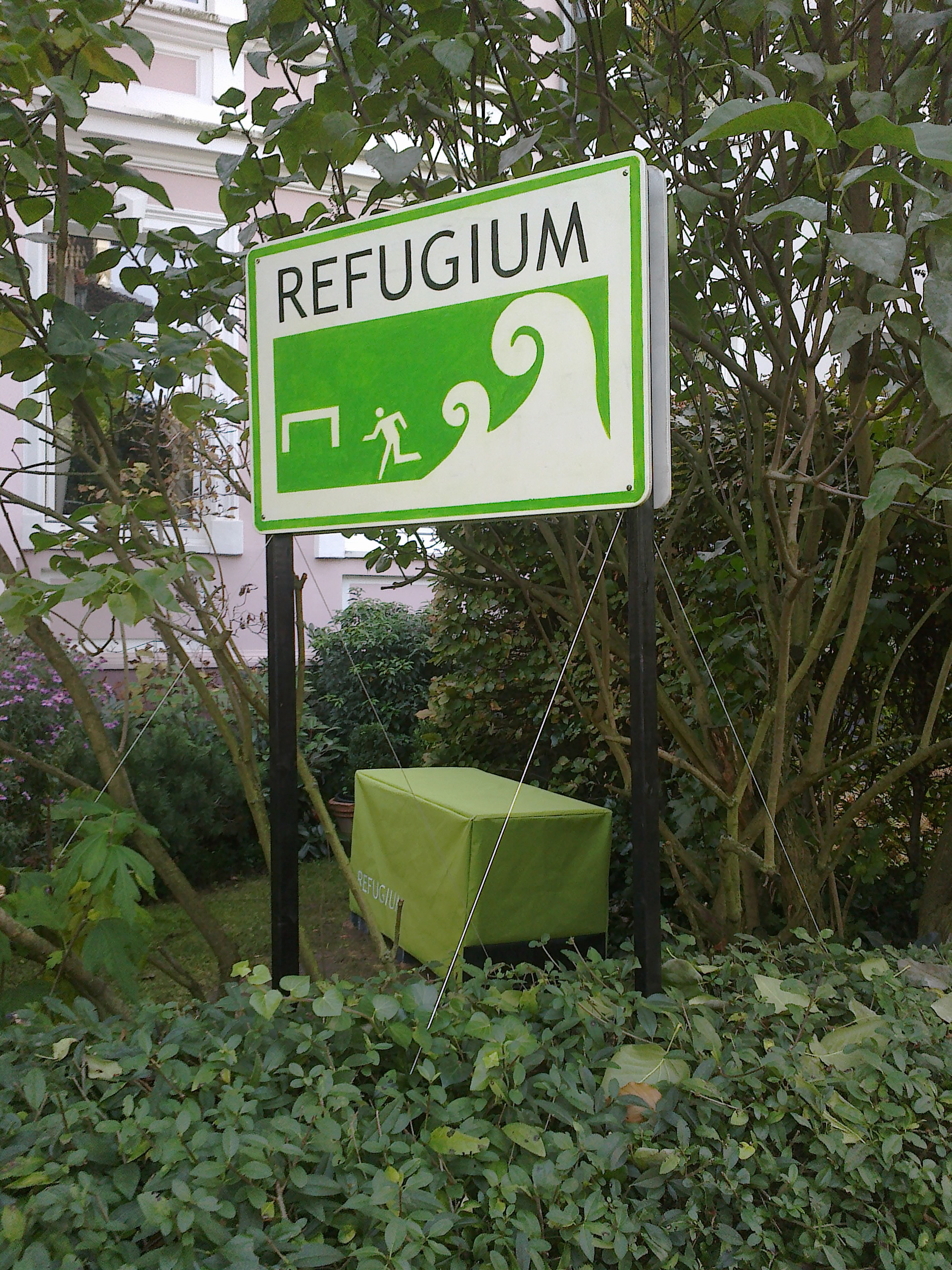
Refugium, Wintergärten V, Hannover 2012

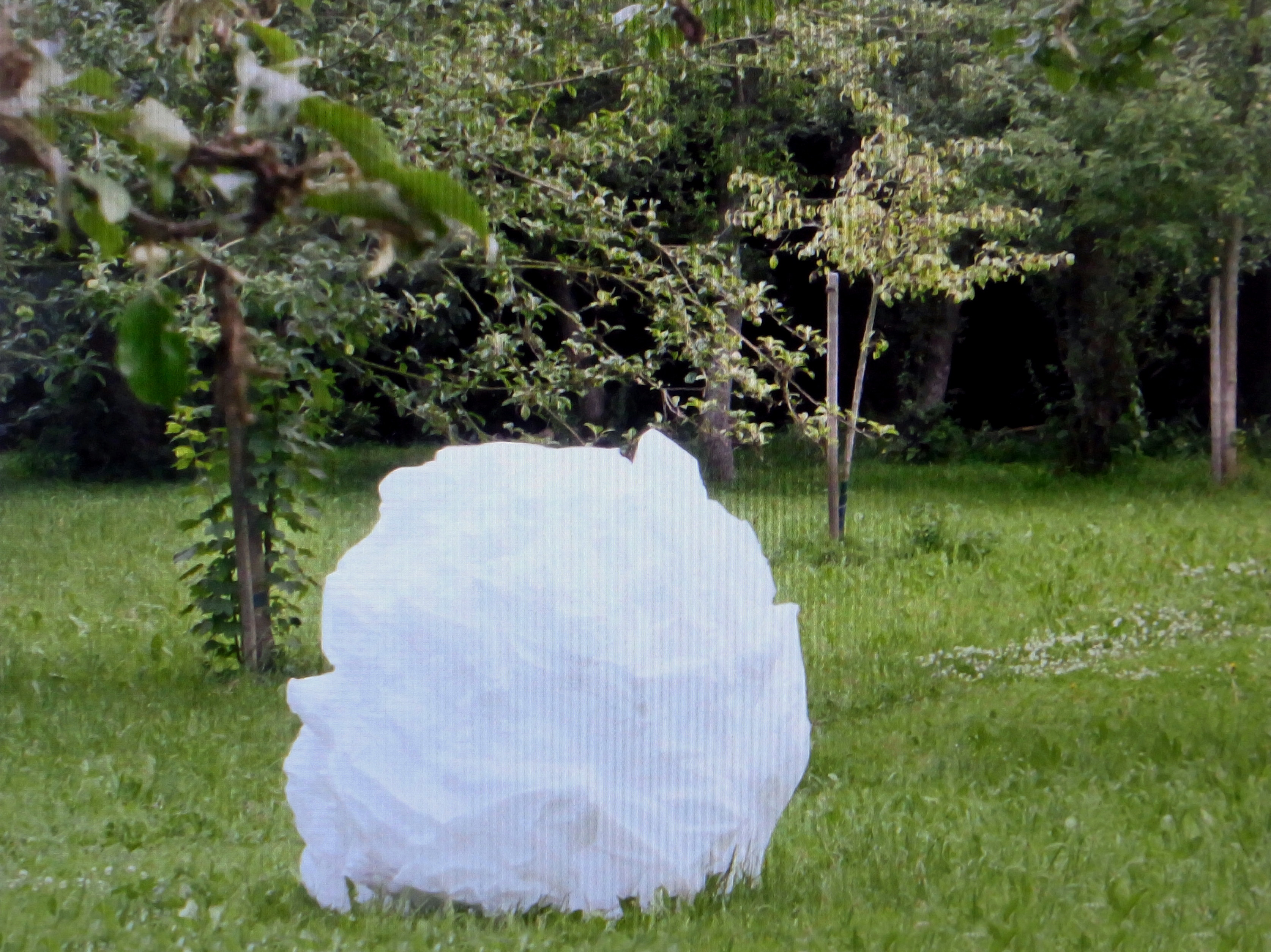
„Brain II“ im Jahr Juli 2017 bei der Ausstellung Verformungen im Edelhof Ricklingen

- 1993: Stadthaus Lichtenfels/Franken
- 1996: B-Place-Gallery, Kobe/Japan
- 1998: Galerie Süd, Magdeburg
- 2008: Kunsthalle Villa Kobe, Halle (Saale)
- 2008: Stadtmuseum Lommatzsch/Sachsen[4]
- 2010: Rathausgalerie, Langenhagen
- 2011: j3fm, Hannover[5]
- 2012: Drinnen ist draußen ist drinnen, gemeinsam mit Kerstin Schulz, bbk-ruhm, Hannover

Ausstellungsbeteiligungen
- 2012: Konglomerate, Theater in der List, Hannover
- 2012: Satellitenausstellung zum Kunstprojekt Strich-Code, Galerie Schinkel & Sehl, Hannover
- 2012: AN EIGNUNGEN, Kunstverein Langenhagen
- 2012: Strich-Code, Hannover
- 2012: Frauen bewegen Langenhagen, Stadtarchiv Langenhagen
- 2012: Wintergärten V, Hannover, Güntherstraße

## Kataloge und Medienberichte
- Johannes Stahl: Zu Fernrohren und Standpunkten von Dagmar Schmidt. In: Staatliche Galerie Moritzburg Kunstmuseum Sachsen-Anhalt (Hg.): Verlängerte Frohe Zukunft. Die Ausstellung zum Projekt Kunst Sachsen-Anhalt. Ausstellungskatalog. 1999.
- Ronald Kunze: Stadt Umbau Kunst. Sofas und Badewannen aus Beton. In: Stadt und Raum, April 2006, S. 62–65.
- Günter Kowa: Schöner Wohnen in Beton. Für die Plastik Grabungsstaedte erhält Dagmar Schmidt heute einen hoch dotierten Preis. In: Mitteldeutsche Zeitung vom 23. Juni 2006.
- Grabungsstadte – Socha - památník pod sirym neben Halle-Silberhöhe. In: Beton TKS, r. s. o. (Hg.): Beton. Technologie. Konstrukce. Sanace, Heft 3/2008, S. 76–78, Prag/Tschechien (tschechisch).
- „Grabungsstaedte“ Halle-Silberhöhe`de Acik Müze. In: Betonart. Beton ve Mimarlik. Winter 2010, S. 3, 70–73, Istanbul/Türkei (türkisch).
- Escultura Grabungsstaedte. Obra de arte y museo al aire libre en Halle (Saale) – Silberhöhe. In: Pasajes architectura y critica. No. 111, 2010, S. 4–5 (spanisch).
- Johannes Stahl: Inspiration. In: Erfurt & Sohn KG (Hg.): Rauhfaser // Kunst. Wände im Wandel, 2008, S. 4–5.
- Susanne Lindau, Petra Lindum, Kerstin Schulz: Strich-Code. Eine Schwarmkunstaktion zum Wa(h)rencharakter von Sexualität und Kunst. Kommentierter Ausstellungskatalog mit Fotos von Cordula Paul, Ilse Paul, Jürgen Rink, Helga Schäfer, Dagmar Schmidt, Franz Betz, Ulrike Enders und Kerstin Schulz. Atelier Dreieck (Hg.), Selbstverlag, Hannover September 2012.